# Thamnodynastes ramonriveroi
Thamnodynastes ramonriveroi is een slangensoort uit de familie toornslangachtigen (Colubridae) en de onderfamilie Dipsadinae.

## Naam en indeling
De wetenschappelijke beschrijving van de soort door Jesús Manzanilla en Dinora Sánchez werd in 2005 gepubliceerd. Joseph Randle Bailey en Robert A. Thomas publiceerden in 2007 een nieuwe beschrijving. De soort is genoemd naar Ramón A. Rivero, de curator van de reptielencollectie van het Estación Biológica de Rancho Grande in Maracay (Venezuela).

## Uiterlijke kenmerken
De totale lengte van volwassen mannetjes bedraagt 420 à 481 mm, van vrouwtjes 345 à 379 mm.

## Verspreiding en habitat
De soort komt voor in delen van Zuid-Amerika en leeft in de landen Venezuela, Suriname, Guyana en Brazilië. De habitat bestaat uit vochtige tropische en subtropische bossen, zowel in laaglanden als in bergstreken. De soort is aangetroffen van zeeniveau tot op een hoogte van ongeveer 2150 meter boven zeeniveau.
Er zijn twee geografisch onderscheiden populaties; een hooglandgroep die voorkomt op Mount Turumiquire in Venezuela, en een laaglandgroep die voorkomt in Trinidad, de Orinocodelta en het kustland van de Guyana's. Het holotype werd in 1999 verzameld op Mount Turimiquire op een hoogte van 2130 meter.

## Beschermingsstatus
Door de internationale natuurbeschermingsorganisatie IUCN is de beschermingsstatus 'veilig' toegewezen (Least Concern of LC).